# Carl Johann Christian Zimmermann

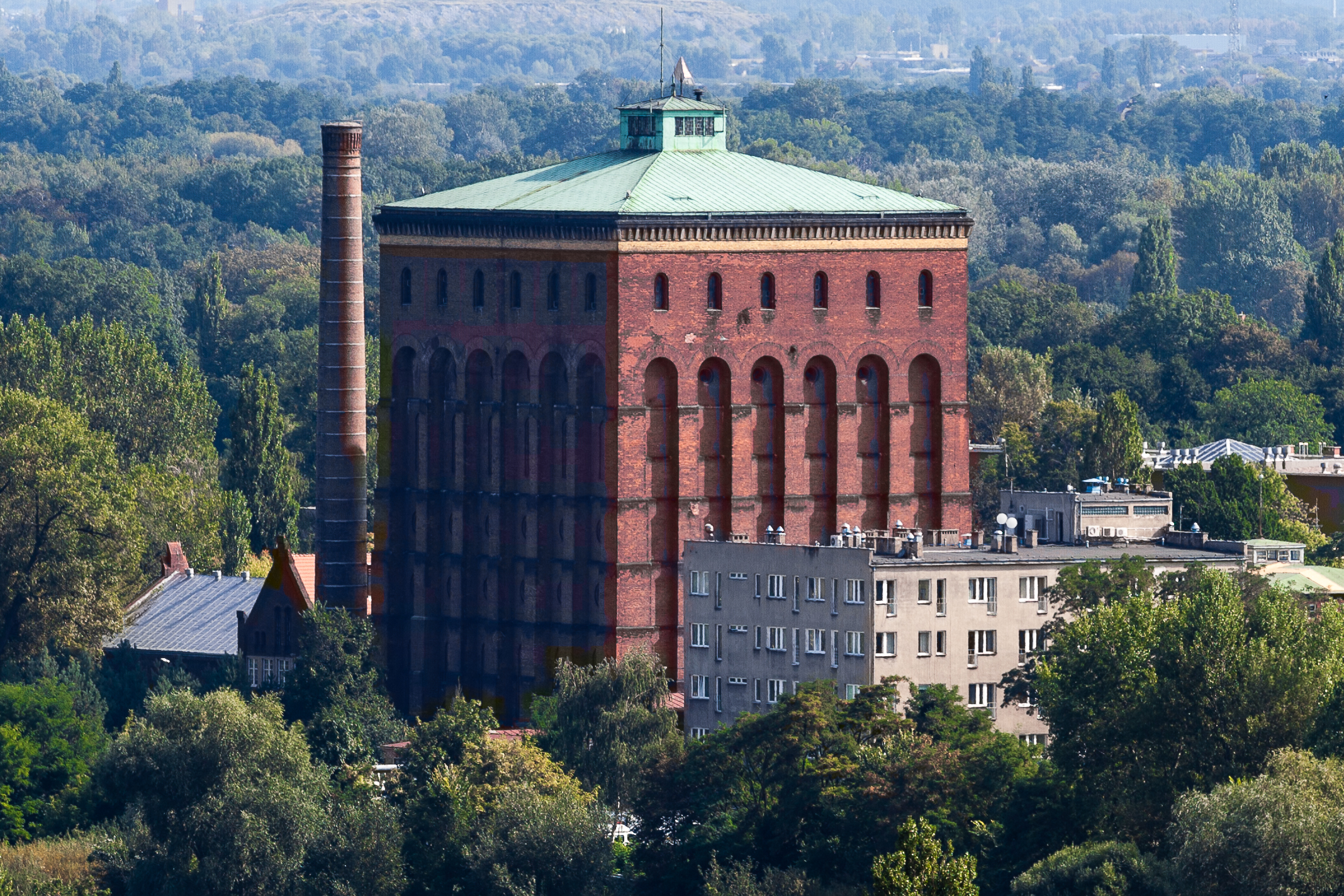
J. Moore, C. J. Ch. Zimmermann: Wieża ciśnień przy ul. Na grobli we Wrocławiu

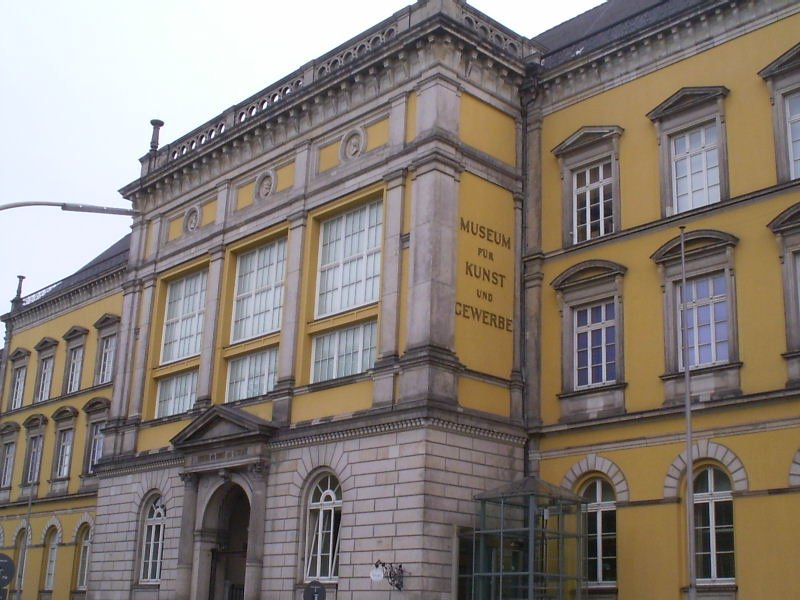
C. J. Ch. Zimmermann: Muzeum Sztuki i Rzemiosła w Hamburgu

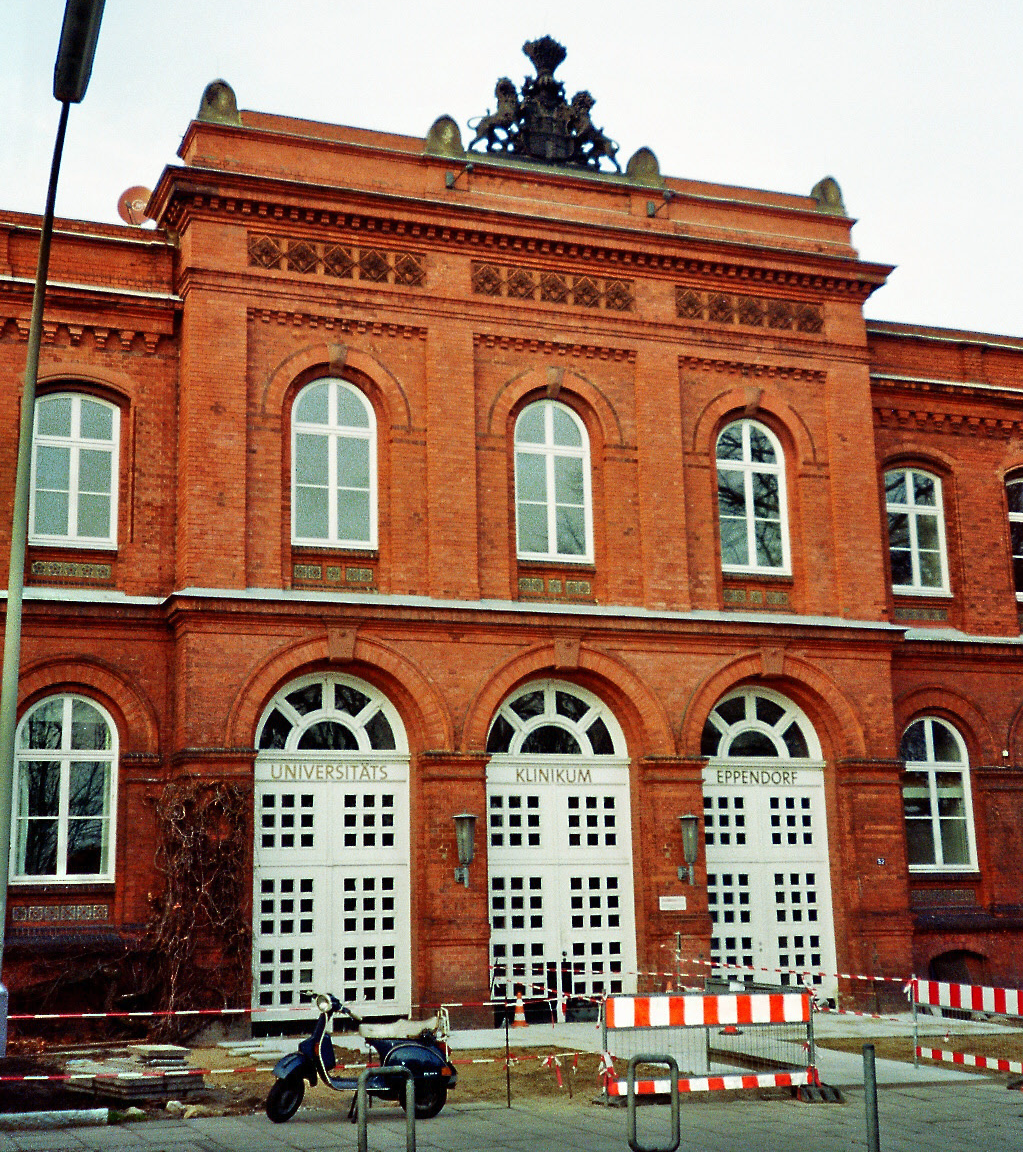
C. J. Ch. Zimmermann: Klinika Uniwersytecka w Hamburgu

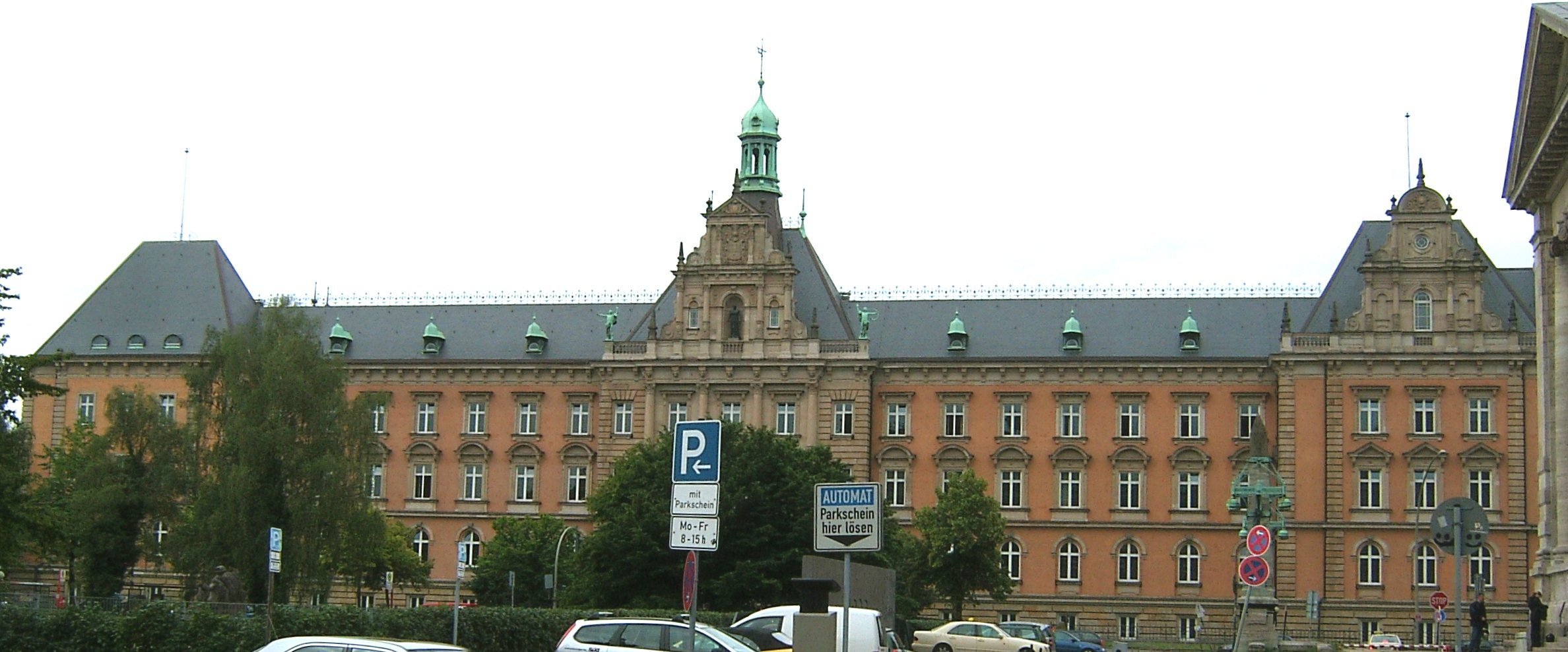
C. J. Ch. Zimmermann: Sąd do spraw cywilnych w Hamburgu

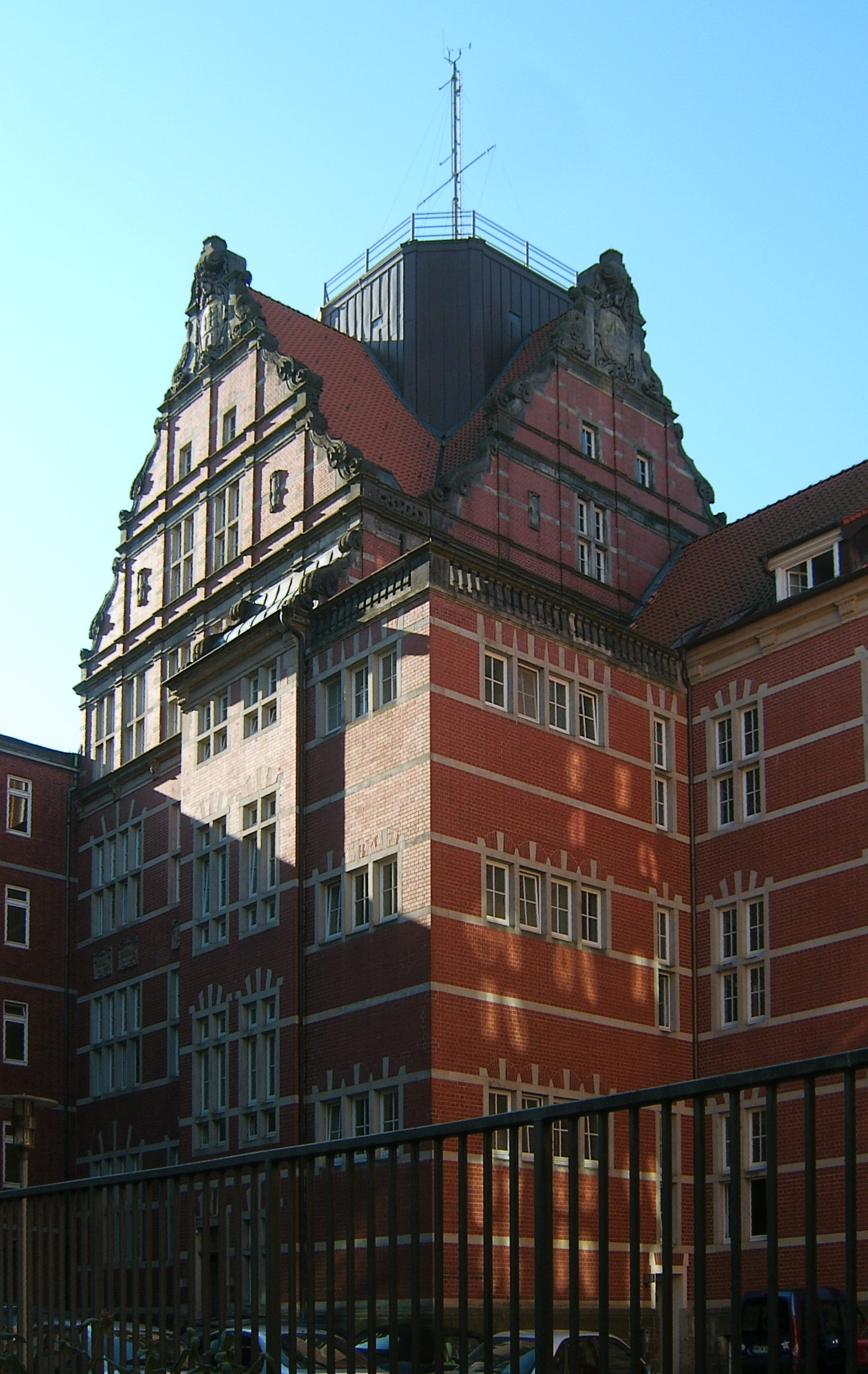
C. J. Ch. Zimmermann i A. Erbe: Szkoła Nawigacji w Hamburgu

Carl Johann Christian Zimmermann, zwany Hans Zimmermann (ur. 8 listopada 1831 w Elblągu, zm. 18 marca 1911 w Wandsbeck koło Hamburga) – niemiecki architekt epoki historyzmu, urbanista i urzędnik władz publicznych, działający w Berlinie, Wrocławiu i Hamburgu.

## Życiorys
Zimmermann był synem jednego z burmistrzów-radców budowlanych Elbląga. Studiował historię sztuki w Królewcu, a następnie zdał tam egzamin na geodetę i pracował przy budowie Pruskiej Kolei Wschodniej (zapewne między Bydgoszczą a Toruniem). W latach 1854–1856 studiował w berlińskiej Akademii Budownictwa architekturę. W październiku 1856 zdał egzamin na kierownika budowy. W latach 1860 i 1861 zdobył pierwsze nagrody w dorocznym konkursie im. Schinkla dla młodych architektów. Pracując w administracji miejskiej Berlina, zaprojektował tam budynek więzienia.
W maju 1864 Zimmermann został powołany na stanowisko miejskiego radcy budowlanego we Wrocławiu, które pełnił wpierw równolegle z Juliusem von Roux, a potem z Alexandrem Kaumannem. Zajmował się wszelkimi zadaniami publicznymi miasta dotyczącymi architektury, urbanistyki oraz instalacji podziemnych na lewym brzegu Odry. Projektował wówczas zarówno neogotyckie, jak i neorenesansowe budynki, później preferował neorenesans.
W 1872 Zimmermann opuścił posadę we Wrocławiu i udał się do Hamburga, by objąć tamtejsze stanowisko budowniczego miejskiego, zaproponowane mu w listopadzie 1871. Wakująca od śmierci Carla Ludwiga Wimmela posada w tym większym od Wrocławia mieście była bardziej prestiżowa. W ciągu przeszło trzydziestu lat działalności w Hamburgu wywarł wielki wpływ na architektoniczny obraz budynków użyteczności publicznej tego miasta. Około roku 1900 siedemdziesięcioletni architekt wycofał się z aktywnej działalności projektowej, ograniczając się do nadzorowania młodszych współpracowników, wśród których wyróżniał się Albert Erbe, późniejszy budowniczy miejski Essen. W 1908 przeszedł na emeryturę (jego następcą został dopiero w 1909 Fritz Schumacher) i osiedlił się na przedmieściach Hamburga.

## Główne dzieła i prace
- więzienie przy Barnimstraße w Berlinie, 1862–1863

We Wrocławiu:
- zasypanie wewnętrznej fosy, tzw. Oławy miejskiej (w miejscu dzisiejszej Trasy W-Z) i skanalizowanie śródmieścia, od 1865
- protestancki kościół Zbawiciela na Polach Stawowych, projekty od 1865, budowa 1871–1876 pod nadzorem innych architektów, zniszczony w czasie II wojny światowej
- zmiany w projekcie wieży ciśnień przy ul. Na Grobli, oryginalny projekt: John Moore, 1865
- plebania kościoła św. Elżbiety, 1865
- gimnazjum św. Jana przy ul. Stanisława Worcella 3, 1865, obecnie Zespół Szkół Ekonomiczno-Administracyjnych
- zespół ewangelickich i katolickich szkół przy Podwalu we Wrocławiu, 1865, później silnie przebudowany, obecnie XII Liceum Ogólnokształcące
- przebudowa Königsplatz we Wrocławiu (obecny plac Jana Pawła II), obejmująca likwidację mostu Królewskiego, 1866–1868
- projekt Cmentarza Grabiszyńskiego nr I z kaplicą pogrzebową, kostnicą i domem ogrodnika, 1867, obecnie Park Grabiszyński, zabudowania niezachowane
- przebudowa i rozbudowa szpitala św. Bernarda, obecnie Muzeum Architektury we Wrocławiu, 1869 – większość zmian zniszczona w czasie II wojny światowej lub usunięta później
- nowy budynek Gimnazjum Marii Magdaleny przy ul. Szewskiej, na południe od katedry św. Marii Magdaleny, 1869. Później przebudowany, zniszczony w 1945.
- szkoła podstawowa przy ul. Glinianej 30, 1870 (obecne skrzydło północno-zachodnie), rozbudowa przez architektów Richarda Plüddemanna (skrzydło południowe wzdłuż ulicy, 1888–1890) i Karla Klimma (sala gimnastyczna, 1906–1907)

W Hamburgu:
- Muzeum Sztuki i Rzemiosła, 1873–1875, w 1943 silnie zniszczone w czasie bombardowania, odbudowane do 1957
- wyższa szkoła realna przy Holstenglacis, 1875–1876, rozbudowa 1901–1903, później gimnazjum im. Albrechta Thaera, obecnie studium wyrównawcze dla studentów zagranicznych (niem. Studienkolleg für Ausländische Studierende)
- Projekt urbanistyczny Forum Sprawiedliwości (niem. Justizforum) przy Sievekingplatz z trzema budynkami sądowymi oraz projekty dwóch sądów (sąd do spraw cywilnych, sąd karny), 1878–1882. Trzeci z planowanych sądów, Hanzeatycki Najwyższy Sąd Krajowy, powstał dopiero 1907–1912 wedle projektu architektów Lundta i Kallmorgena.
- więzienie Fühlsbüttel, 1879
- rozbudowa tzw. Domu Miejskiego (niem. Stadthaus) z wieżą narożną, ówczesnego prezydium policji, 1882–1892
- gimnazjum Wilhelma, 1883–1885
- szpital w dzielnicy Eppendorf, 1884–1889. Duży zespół w układzie pawilonowym, później wielokrotnie rozbudowywany, obecnie Klinika Uniwersytecka w Hamburgu.
- Generalna Dyrekcja Celna, 1891–1893
- kamienica przy ABC-Straße nr 47, 1898–1899
- państwowy urząd do spraw szczepień przy Brennerstraße 81, 1901–1902
- gmach admiralicji, 1902
- gmach Szkoły Nawigacji w Hamburgu, współpraca A. Erbe, 1905, obecnie Federalny Urząd Żeglugi i Hydrografii
- kaplica nr 6 na cmentarzu Ohlsdorf